# Exiles de New York
Actualités
Les Exiles de New York (officiellement en anglais : New York Exiles) sont une franchise féminine de rugby à XV basée dans le Grand New York. L'équipe dispute la Women's Elite Rugby, championnat professionnel des États-Unis.

## Historique
En 2022, la Premier League entame la campagne « Ignite the change » visant à professionnaliser le rugby féminin aux États-Unis. À la mi-2023, un conseil de direction était mis en place avec l'objectif de créer une ligue privée professionnelle, et profiter de l'essor des sports féminins ainsi que de la médiatisation à venir de la Coupe du monde 2033. La Women's Elite Rugby est lancée et annonce en 2024 que New York fait partie des six métropoles choisies pour accueillir les premières franchises de la nouvelle ligue. Un choix logique dans la mesure où la ville héberge une équipe de Premier League, à savoir le New York RC. Au mois d'octobre, la ligue révèle le nom de l'entraineur : il s'agit de Diego Maquieira, déjà aux commandes du New York RC, demi-finaliste de la dernière édition de la Premier League.
En janvier 2025, le nom et l'identité visuelle de l'équipe sont révélés : il s'agira des New York Exiles en référence au passé de la ville qui servait de porte d'entrée aux migrants. En février, les Exiles révèlent leur Foundational Five, les cinq premières joueuses mises sous contrat. Il s'agit d'Adriana Castillo (née dans le Bronx mais internationale dominicaine), Jenn Salomon-Clayton passée par les London Irish, l'immigrée albanaise Matilda Kocaj, Congetta Owens qui faisait partie du groupe élargi qui a préparé la Coupe du monde 2021, et Misha Green-Yotts. L'effectif complet (trente joueuses) est dévoilé deux semaines plus tard. On y trouve notamment l'internationale Tess Feury (Leicester). L'équipe jouera ses matchs au Memorial Field de Mount Vernon, un stade multifonction de 3 900 places.